# Плано, Роберто
Роберто Плано (итал. Roberto Plano; род. 1978, Варесе) — итальянский пианист.
Окончил Миланскую консерваторию, ученик Эли Перротты и Кьяральберты Пасторелли. Занимался также в мастер-классах Лазаря Бермана, Бруно Канино и других известных наставников. В 2001 г. выиграл Кливлендский международный конкурс пианистов в США, после чего выступил с концертом в Нью-Йорке, вызвав одобрительный отзыв рецензента «Нью-Йорк Таймс», засвидетельствовавшего его «художественную зрелость».
Выступал с оркестрами под управлением Невилла Марринера, Пинхаса Цукермана и других известных дирижёров, в ансамбле с Квартетом Такача и Квартетом «Юпитер» и др. Выпустил три альбома с сольными произведениями Фридерика Шопена, Франца Листа, Иоганнеса Брамса, Александра Скрябина.